# Ferdinand Rodenbach

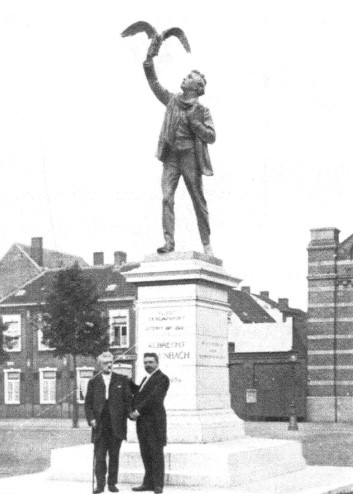
Ferdinand Rodenbach met zijn vader Julius (links) bij het standbeeld van zijn broer Albrecht Rodenbach in Roeselaere (ca. 1910)

Ferdinand Rodenbach (Roeselare, 2 maart 1864 - Brussel, 2 december 1938) was een Belgisch kunstschilder, graveur, dichter en essayist.

## Levensloop
Ferdinand behoorde tot de Roeselaarse uitgebreide familie van de Rodenbachs.
Zijn ouders waren Julius Rodenbach (1824-1915) en Sylvie de la Houtre (1834-1899). Julius was handelaar in wijnen en likeuren. Het echtpaar kreeg tien kinderen. De oudste was de dichter Albrecht Rodenbach. Ferdinand was de zesde in de rij.
Na de lagere school volgde hij gedurende een paar jaar de humaniora aan het Klein Seminarie van Roeselare. Hij volgde vervolgens een kunstopleiding aan de Roeselaarse Kunstacademie (1883-1887) en vestigde zich in de ouderlijke woning als kunstschilder.
In 1876, na meegespeeld te hebben in een werk van Albrecht, opgevoerd door de Sint-Jansgilde voor toneel, trad hij toe tot de jeugdtoneelgroep De moedige jeugd. Zijn liefde voor het toneel uitte zich later door zijn uitgebreid aantal werken voor toneel en operette. 
In 1888 werd hij lid van de Roeselaarse Kunstkring De Vriendschap, die zich tot doel stelde kunst en kunstenaars aan te moedigen. In 1890 werd hij medewerker van het liberaal kunstgenootschap De Kerels. In 1899 werd hij lid van de rederijkerskamer De Zeegbare Herten. In 1898 werd hij voorzitter van de Roesselaerschen Democratenbond, de lokale Daensistische vereniging. Het was de tijd waarin hij in het Daensistisch tijdschrift Het Recht de Roeselaarse kroniek schreef, en hierbij vaak scherp, pamflettistisch en polemisch naar buiten kwam. In 1902 werd hij medestichter en hoofdredacteur van het tijdschrift De Kritiek, dat zich aankondigde als verdediger van de algemene toneelbelangen. Rodenbach besprak er de inhoud en de uitvoering van toneelwerk.
In 1907 trouwde de drieënveertigjarige Rodenbach in Brussel met Irma de Brabant (1861-1941), dochter van Philips de Brabant (1861-1941), Roeselaars arts, katholiek gemeente- en provincieraadslid. Het huwelijk bleef kinderloos. Het echtpaar vestigde zich in Brussel, zonder dat dit de banden met het Roeselaarse leven verbrak.
De Eerste Wereldoorlog had invloed op Rodenbach, die evolueerde tot een Belgisch patriot, die veel lof had voor koning Albert I, kardinaal Désiré-Joseph Mercier en de oorlogsheldin Gabrielle Petit en een grote vijandschap ontwikkelde tegenover de Hunnen, ook al betekende dit onvermijdelijk een afkeer voor zijn Duitse voorouders. Het belette niet dat hij de noodzakelijkheid van de Vlaamse Beweging bleef verdedigen.
De gedichten die hij publiceerde waren vormelijk schatplichtig aan Albrecht en waren in impressionistische en romantische stijl. Hij bleef trouw aan het archaïserende West-Vlaamse taalparticularisme.

## Publicaties
- Grietjen toneel in twee bedrijven, muziek door Ernest Bringier (1873-1940), Roeselare, 1893. Dit stuk kende tot 1931 al meer dan 1500 opvoeringen.
- Eerste gedichten. Violetten en Tranen, Roeselare, 1900.
- Kruger en zijn Heldenvolk, Roeselare, 1920
- Een klaverblad van vier, uit eigen tier en bakermat, Roeselare, 1920.
- Kleermakersdag, operette in één bedrijf,  muziek door Georges Callebert (1838-1938), Roeselare, 1923.
- Herleven, toneel in drie bedrijven, Roeselare, 1923.
- Op scherpe lucht, operette in één bedrijf, muziek door Hendrik van Luck (1874-1956), Roeselare, 1923.
- Eerlijkheid, toneel in drie bedrijven, Roeselare, 1924.
- De visschers van Heyst, volksspel in twee bedrijven, muziek door Raymond Kerckhof (1895-1974), Roeselare, 1926.
- Als de liefde wil, lustig zangspel in drie bedrijven, muziek door Emile Martony (1889-1951),  Roeselare, 1926.
- Door liefde naar vrede, zangspel in twee bedrijven, muziek door Gustaaf Meganck, Roeselare, 1927.
- Maskarade, zangspel in drie bedrijven, muziek door Gustaaf Meganck, Roeselare, 1928.
- De firma Brandt, operette in één bedrijf, muziek door Carlos Duthoo, Roeselare, 1928.
- Een list die 't al beslist, operette in één bedrijf, Roeselare, 1933.

## Ferdinand en Albrecht Rodenbach
Ferdinand Rodenbach keek zijn leven lang op naar zijn oudste broer en droeg bij, met zijn publicaties, aan diens bekendheid en reputatie. Als kind speelde hij al mee in toneelstukken die door Albrecht waren geschreven, onder meer diens Philippine van Vlaanderen, die in 1876 werd opgevoerd door de Roeselaarse Sint-Jansgilde voor toneel. Hij schreef veel over zijn broer, op basis van persoonlijke documenten die hij zorgvuldig bijhield, onder meer: 
- Aan Albrecht Rodenbach, in: Vlaamsch en Vrij, 1896.
- Albrecht Rodenbach naar zijn onuitgegeven nota's en onze persoonlijke herinneringen, in: De Vlaamsche Gids, 1908.
- Vlaamsche namen, Rodenbach, in: Onze Stam, 1909.
- De psychologie van Albrecht Rodenbach en zijn portretten, in: Rodenbachblad, 1909.
- Albrecht Rodenbach en de Blauwvoeterie, 2 delen, Amsterdam, 1909.
- Albrecht Rodenbachs gedichten, Roeselare, 1930.